# Škoda Kodiaq

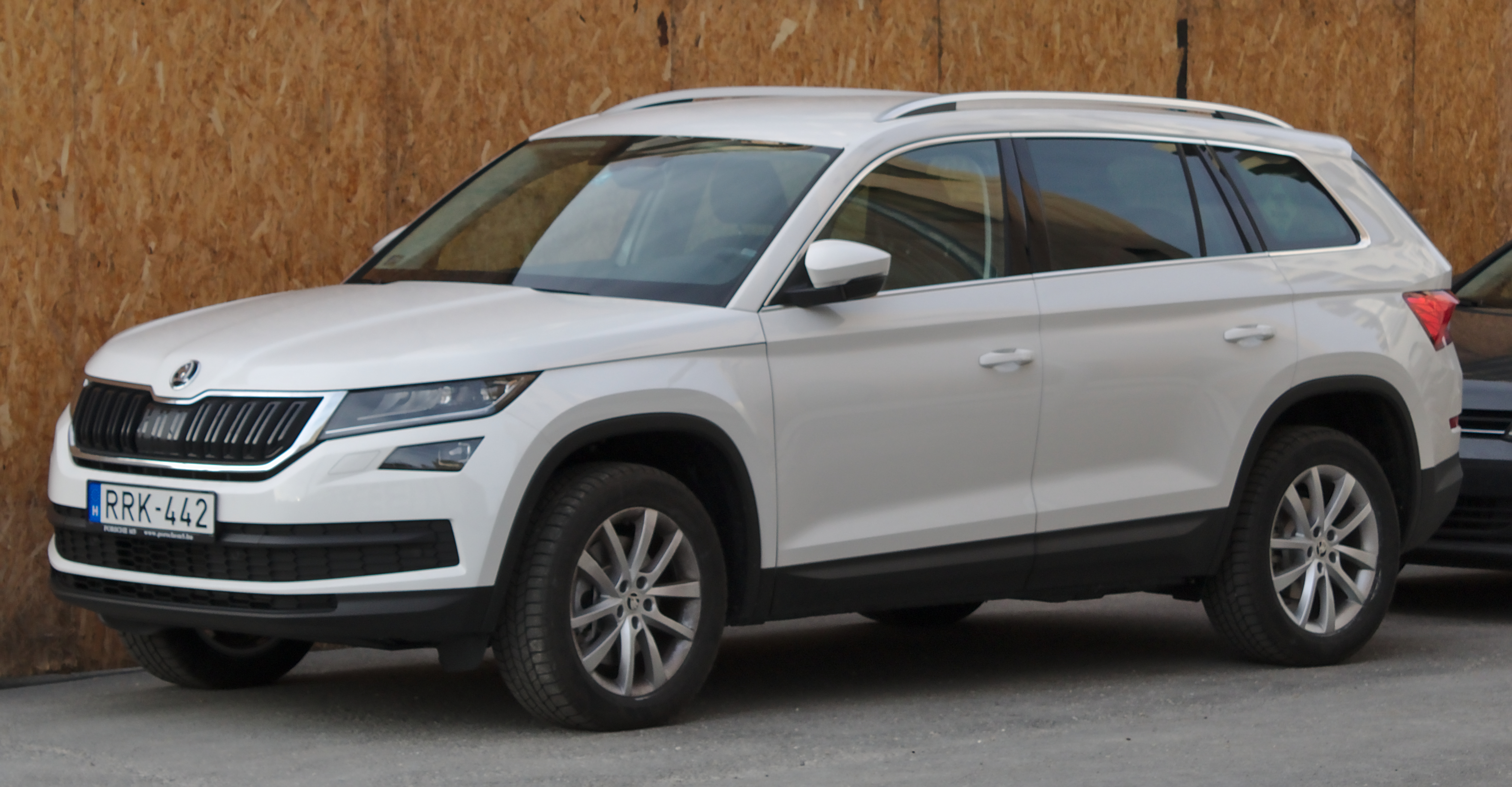
Škoda Kodiaq (před faceliftem)

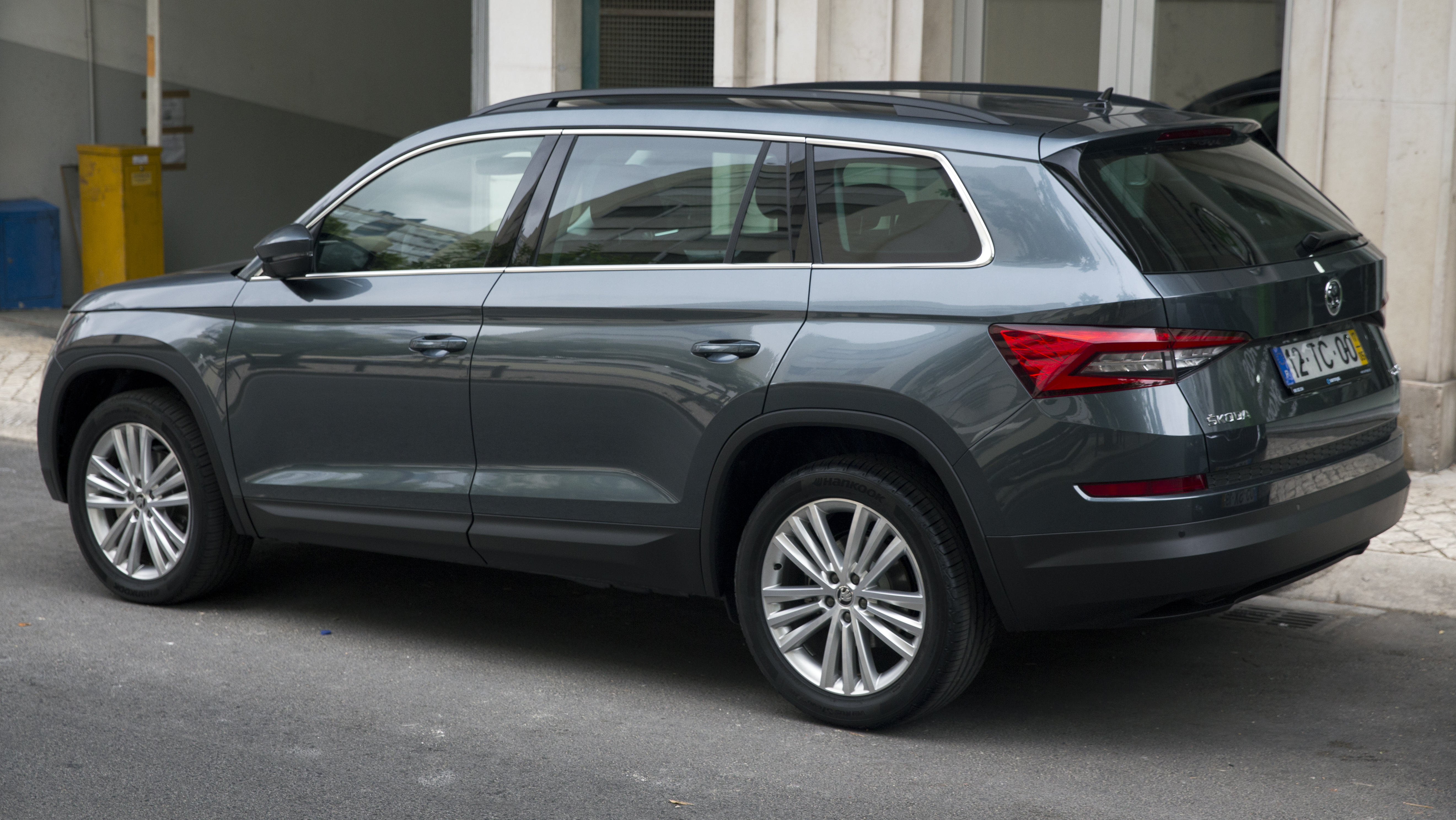
Škoda Kodiaq

Škoda Kodiaq je po modelu Škoda Yeti druhé SUV značky Škoda. Je větší než Škoda Kamiq a Karoq. Začal se vyrábět v roce 2016. Základem je platforma VW Group MQB, sdílená také s nejnovější generací Volkswagen Tiguan a SEAT Tarraco. Je však větší než Tiguan a je to první sedmimístná Škoda. Disponuje širokou výbavou, například Wi-Fi, systémem monitorování okolí vozu, asistentem couvání a prediktivní ochranou chodců. V roce 2021 prodělal vůz facelift.

## Historie
Koncept „Vision S” se objevil v březnu 2016 na autosalonu v Ženevě. Konečné SUV se představilo 29. září 2016 na autosalonu v Paříži a první vozy byly zákazníkům dodány v únoru 2017. Cena vozu se v Česku pohybuje mezi 716 900 až 1,5 milionu korun. O Škodu Kodiaq je obrovský zájem, čekací lhůty se mohly u nejžádanějších motorizací vyšplhat až na šest měsíců.
Ještě před oficiálním zveřejněním ceny tuto hodnotili zástupci jednotlivých závodů koncernu Volkswagen jako příliš nízkou. Na nízkou cenu si stěžoval především Seat, se kterým si Škoda částečně konkuruje.

## Název
Automobil nese název Kodiaq podle největšího žijícího poddruhu medvěda hnědého, medvěda kodiaka. Psaná podoba tohoto jména je odvozena z jazyka původních obyvatel z kmene Alutiiqů. V prosinci 2015 si Škoda nechala jméno oficiálně zaregistrovat, a to přímo v kategorii SUV vozů. Jméno firma oficiálně potvrdila v květnu 2016. Původně se spekulovalo zejména nad názvy Snowman (z angl. sněhulák) a Polar, které však již dříve označil někdejší šéf Škody Vahland za mediální spekulace.

## Ohlasy
Top Gear ocenil Škodu Kodiaq titulem „Nejlepší automobil pro velké rodiny” již na konci roku 2016. Kodiaq také získal titul Auto roku 2017 v České republice, Polsku a Bulharsku, SUV roku v Číně a Francii a auto roku s pohonem všech kol v Německu. Je vítězem hodnocení německého časopisu Auto Test za rok 2017 a vítěz auto roku 2017 britských magazínů Auto Express a What Car?. Získal rovněž cenu Red Dot Design Award za rok 2017.

## Prodeje
Škoda Kodiaq se začala objevovat ve statistikách prodejů od září 2016, nicméně největší zájem o ni byl dosud zaznamenán v květnu roku 2017, kdy se prodalo přes 700 kusů a celkově byl Kodiaq šestým nejprodávanějším vozem v ČR. V červenci 2017 se také poprvé stal nejprodávanějším SUV české automobilky, poprvé se totiž umístil před končící Škodou Yeti. V květnu 2018 to bylo nejprodávanější SUV v ČR před Škoda Karoq a Dacia Duster.

## Motorizace
Kodiaq se na českém trhu nabízí se čtyřmi motorizacemi. Základní motorizací byl do roku 2018 motor 1,4 TSI ACT 110 kW, který se mohl pojit s automatickou převodovkou DSG, nebo s pohonem všech kol 4x4. Od roku 2018 je základní motorizací motor 1,5 TSI 110 kW, dostupný buď s šestistupňovou manuální převodovkou, nebo se sedmistupňovou automatickou převodovkou DSG.
Další benzínovou motorizací je 2,0 TSI naladěný na 132 kW, který se pojí výhradně s pohonem všech kol a sedmistupňovou automatickou převodovkou DSG. Vznětové motorizace zastupují 3 motory. 2,0 TDI/110 kW, který může být spojen s šestistupňovou manuální převodovkou a pohonem všech kol 4x4, sedmistupňovou automatickou převodovkou DSG a pohonem všech kol 4x4, nebo pouze s pohonem předních kol a sedmistupňovým automatem DSG. 2,0 TDI/140 kW se pojí výhradně s automatickou převodovkou DSG a pohonem všech kol 4x4. Vrcholnou motorizací je motor 2,0 BiTDI/176 kW, který je spojován pouze se sedmistupňovým automatem DSG a pohonem všech kol 4x4. Ten se kvůli emisním limitům přestal v červnu 2020 vyrábět, a je zatím (10/2020) neznámé, jak bude nahrazen.

V zahraničí je v nabídce benzínový motor 1,4 TSI/92 kW, který se ovšem dodává bez systému deaktivace poloviny válců ACT.
| Benzinové motory                  | Benzinové motory    | Benzinové motory                  | Benzinové motory               | Benzinové motory | Benzinové motory     | Benzinové motory | Benzinové motory          |
| Model                             | Objem a počet válců | Max. výkon při ot./min            | Max. točivý moment při ot./min | Převodovka       | Max. rychlost [km/h] | 0–100 km/h [s]   | Komb. spotřeba [l/100 km] |
| --------------------------------- | ------------------- | --------------------------------- | ------------------------------ | ---------------- | -------------------- | ---------------- | ------------------------- |
| 1.4 TSI 110 kW (2017–2018)        | 1395 ccm, 4V, turbo | 110 kW (148 hp) při 6000 rpm      | 250 Nm. při 5000–6000 rpm      | 6stupňová DSG    | 198                  | 9.6              | 6.3                       |
| 1.4 TSI 110 kW 4x4 (2017–2018)    | 1395 ccm, 4V, turbo | 110 kW (148 hp) při 6000 rpm      | 250 Nm. při 5000–6000 rpm      | 6stupňová manual | 197                  | 9.8              | 6.9                       |
| 1.4 TSI 110 kW 4x4 (2017–2018)    | 1395 ccm, 4V, turbo | 110 kW (148 hp) při 6000 rpm      | 250 Nm. při 5000–6000 rpm      | 6stupňová DSG    | 194                  | 9.9              | 7.1                       |
| 1.5 TSI 110 kW                    | 1498 ccm, 4V, turbo | 110 kW (148 hp) při 5000–6000 rpm | 250 Nm. při 1500–3000 rpm      | 6stupňová manual | 200                  | 9.8              | 5.8                       |
| 1.5 TSI 110 kW                    | 1498 ccm, 4V, turbo | 110 kW (148 hp) při 5000–6000 rpm | 250 Nm. při 1500–3000 rpm      | 7stupňová DSG    | 198                  | 9.8              | 5.8                       |
| 2.0 TSI 140 kW 4x4                | 1968 ccm, 4V, turbo | 140 kW (190 hp) při 4200–6000 rpm | 320 Nm. při 1500–4100 rpm      | 7stupňová DSG    | 212                  | 7.5              | 6.8                       |
| Dieselové motory                  |                     |                                   |                                |                  |                      |                  |                           |
| Model                             | Objem a počet válců | Max. výkon při ot./min            | Max. točivý moment při ot./min | Převodovka       | Max. rychlost [km/h] | 0–100 km/h [s]   | Komb. spotřeba [l/100 km] |
| 2.0 TDI 110 kW                    | 1968 ccm, 4V, turbo | 110 kW (148 hp) při 3500–4000 rpm | 340 Nm. při 1750–3000 rpm      | 7stupňová DSG    | 198                  | 9.9              | 4.9                       |
| 2.0 TDI 110 kW 4x4                | 1968 ccm, 4V, turbo | 110 kW (148 hp) při 3500–4000 rpm | 340 Nm. při 1750–3000 rpm      | 6stupňová manual | 196                  | 9.9              | 5.2                       |
| 2.0 TDI 110 kW 4x4                | 1968 ccm, 4V, turbo | 110 kW (148 hp) při 3000–4200 rpm | 360 Nm. při 1600–2750 rpm      | 7stupňová DSG    | 197                  | 9.5              | 5.1                       |
| 2.0 TDI 140 kW 4x4                | 1968 ccm, 4V, turbo | 140 kW (188 hp) při 3500–4000 rpm | 400 Nm. při 1900–3300 rpm      | 7stupňová DSG    | 210                  | 8.5              | 5.6                       |
| 2.0 Bi-TDI 176 kW 4x4 (2018–2020) | 1968 ccm, 4V, turbo | 176 kW (237 hp) při 4000 rpm      | 500 Nm. při 1750–2500 rpm      | 7stupňová DSG    | 225                  | 6.9              | 6.2                       |

## Scout, Sportline, RS a GT
Nové varianty Kodiaq Scout a Kodiaq Sportline byly představeny na Ženevském autosalonu v březnu 2017. Výška Kodiaq Scoutu se zvýšila z 187 mm na 194 mm a došlo ke změnám v konstrukci. Mezi ně patří přední a zadní ochrana spodku nárazníkem a stříbrná zrcátka. Scout přichází v provedení 4x4 s jedním turbo benzínovým motorem TSI a dvěma turbo dieselovými motory TDi. Kodiaq Sportline přináší nové provedení více do sportovního stylu, některé části jsou vyráběny v černé barvě, mají sportovní sedadla, kožený volant, velká hliníková kola a pedály jsou vyrobeny z hliníku.
Kodiaq RS (vRS ve Spojeném království) byl představen na Pařížském autosalonu v říjnu 2018. Jedná se o nejrychlejší Kodiaq a nejdražší Škodu, cena se mohla vyšplhat až na 1,5 mil. Kč. Využívá nejvýkonnější vznětový motor Škodovky, čtyřválcový 2,0 Bi-TDI 4x4 produkuje nejvyšší výkon 176 kW a maximální točivý moment 500 Nm. Kodiaq RS má modernizovaný design, 20palcová hliníková kola mají 17palcové červeně lakované brzdové třmeny, virtuální kokpit, vyhřívaná přední sportovní sedadla, LED světlomety, z kůže a karbonové kůže jsou vyrobeny sportovní čalouněné sedačky, volant, práh dveří a nástupní lišty dveří. Kodiaq RS vytvořil nový rychlostní rekord na Nürburgringu pro jakékoliv sedmimístné SUV. Od roku 2019 používá automobily Kodiaq vRS i britská policie.
Nový vůz Kodiaq GT je první Škoda od osmdesátých let ve variantě kupé. Kodiaq GT byl představený na autosalonu v Kantonu 16. listopadu 2018. Určený je jen pro Čínu a je k dispozici se dvěma 2.0 l benzinovými motory (137 kW a 162 kW).

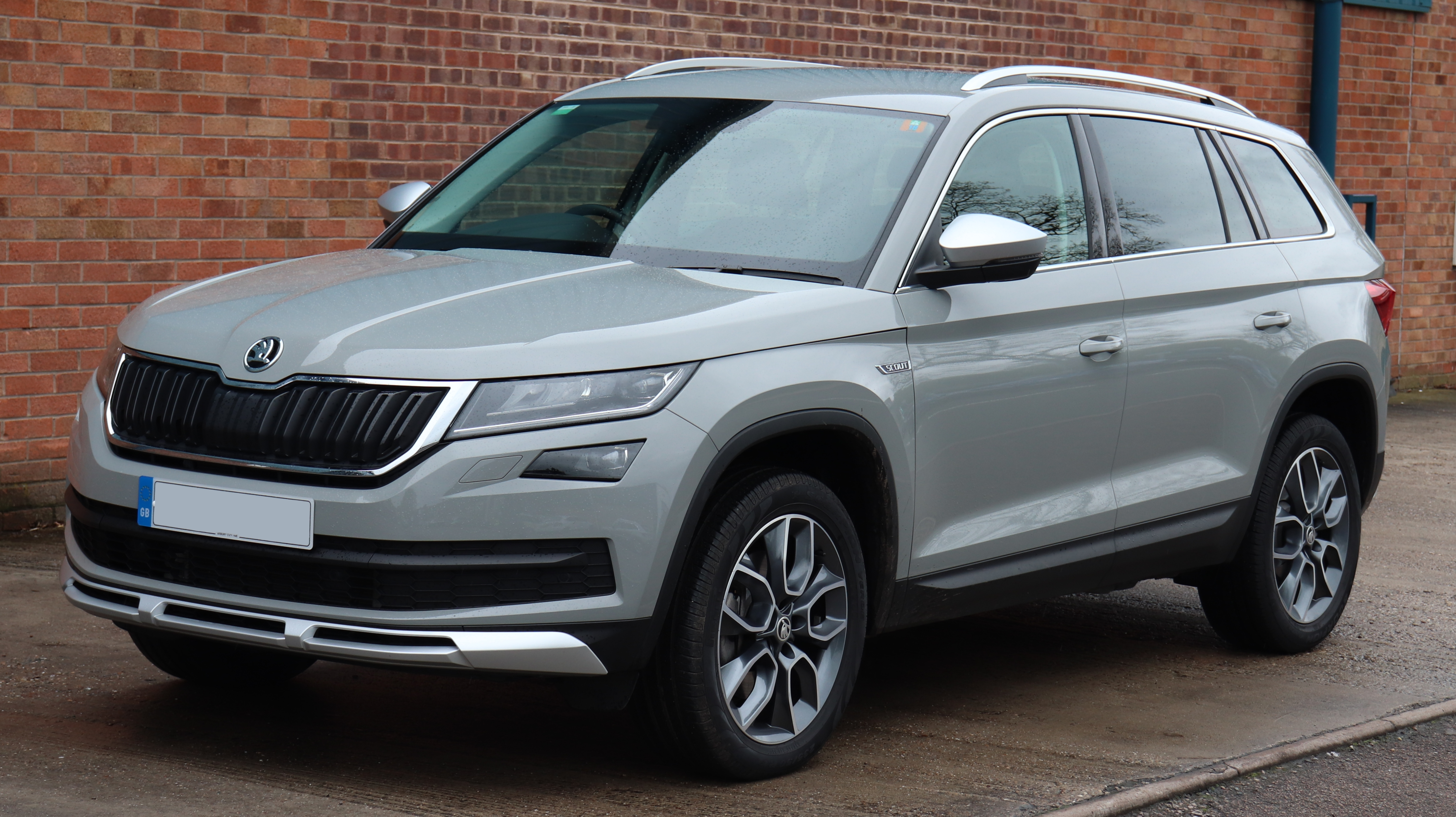
Škoda Kodiaq Scout
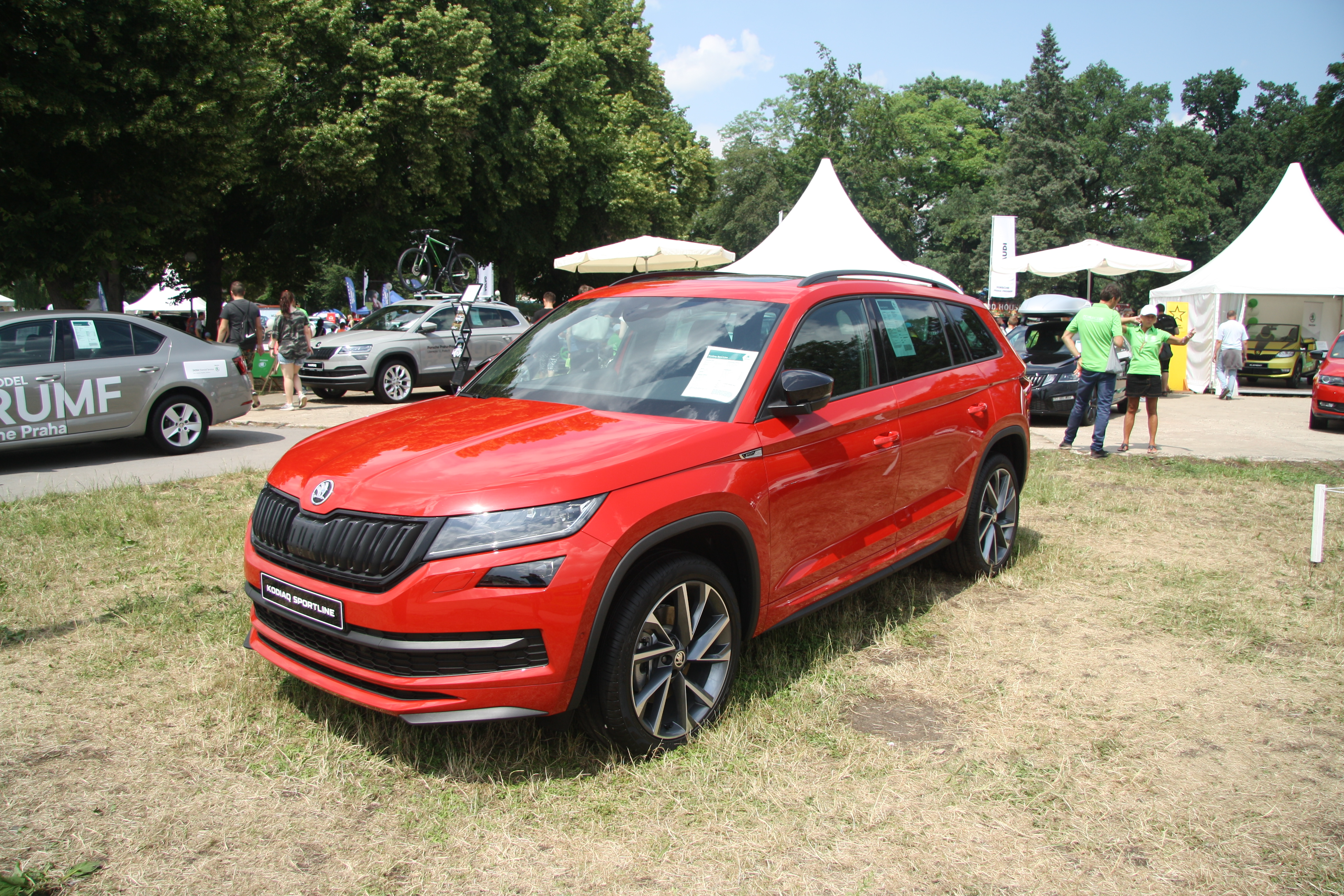
Škoda Kodiaq Sportline
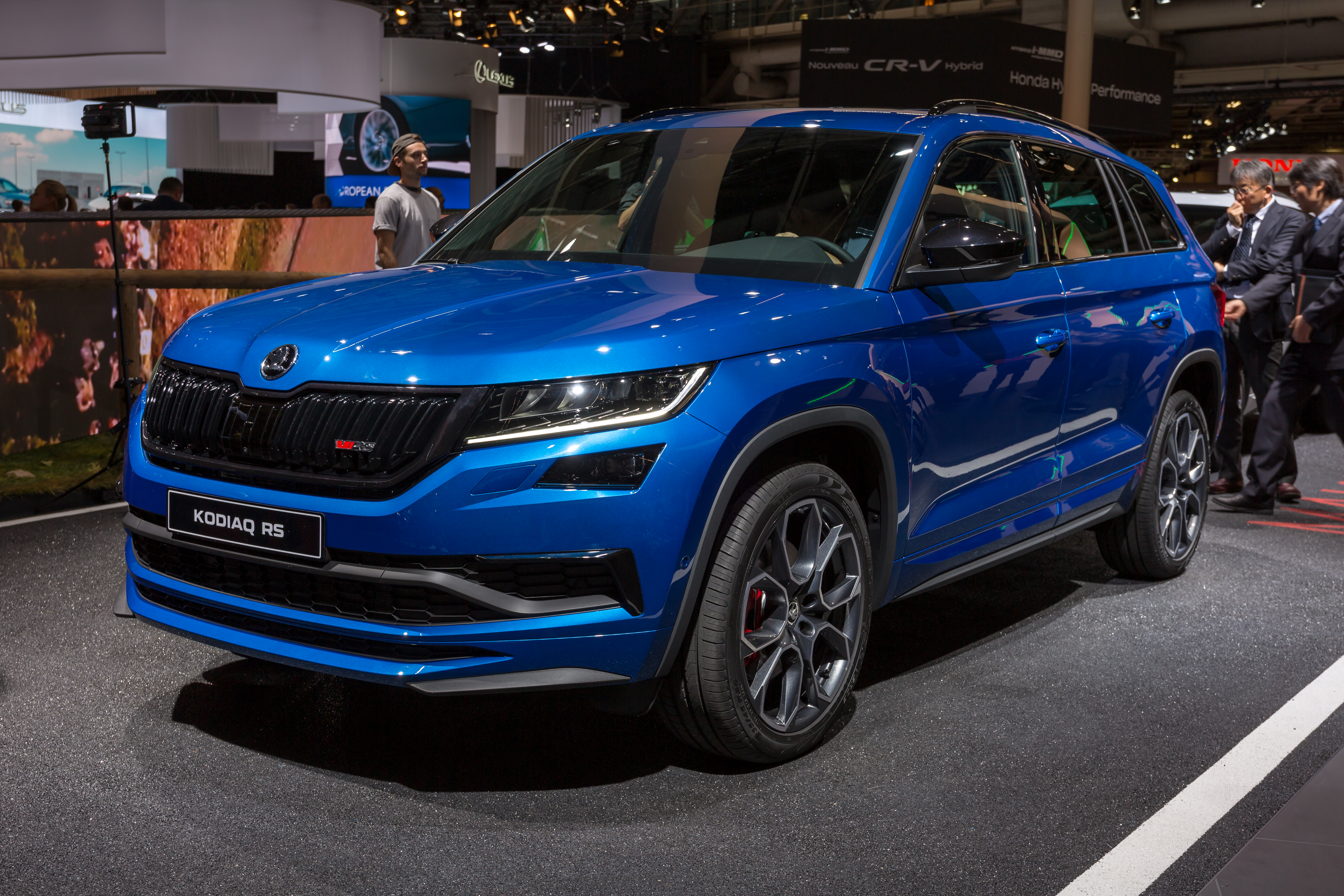
Škoda Kodiaq RS
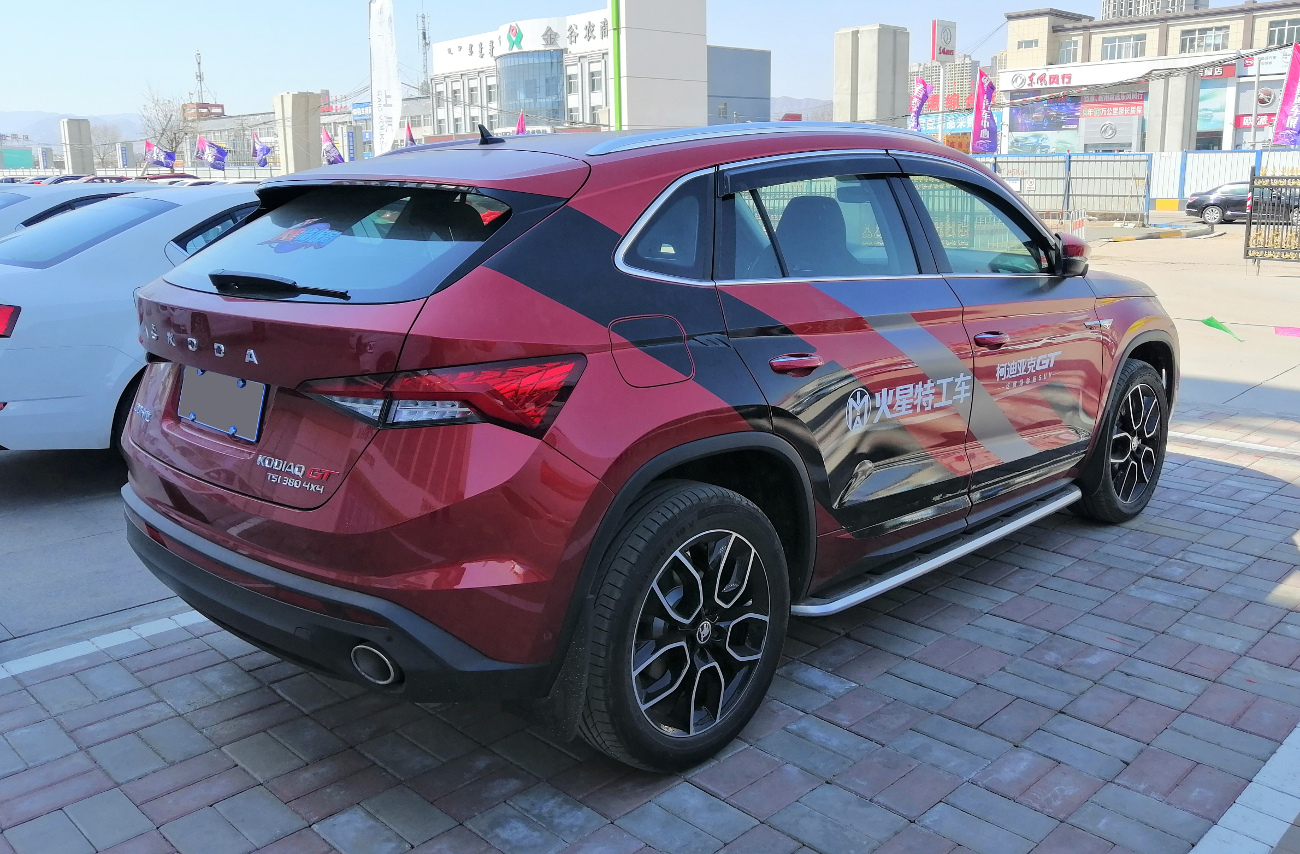
Škoda Kodiaq GT

## Prototyp Mountiaq
Offroadový dvoudveřový prototyp pick-upu postavený na základech SUV Kodiaq (jediný kus na světě) navrhli a konstruují studenti ze Středního odborného učiliště Škoda Auto. Je nalakovaný ve speciální barvě oranžová Sunset (navržené studenty), má výkonný naviják a sedmnáctipalcová kola Rockstar se speciálním vzorkem. Pro lepší průchodnost terénem žáci výrazně zvedli světlou výšku o deset centimetrů, díky instalaci větších kol s vyššími bočnicemi. Pod kapotou bude dvoulitrový přeplňovaný benzinový motor o výkonu 140 kilowattů. Ložná plocha bude osvětlená a světelná rampa bude po vzoru offroadových speciálů i na střeše.